# Moritz von Oswald

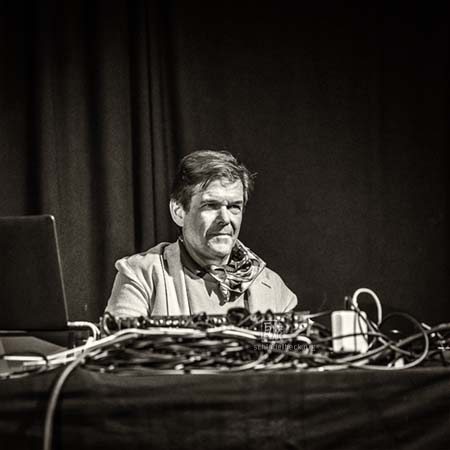
Moritz von Oswald beim Enjoy Jazz Festival in Heidelberg (2021)

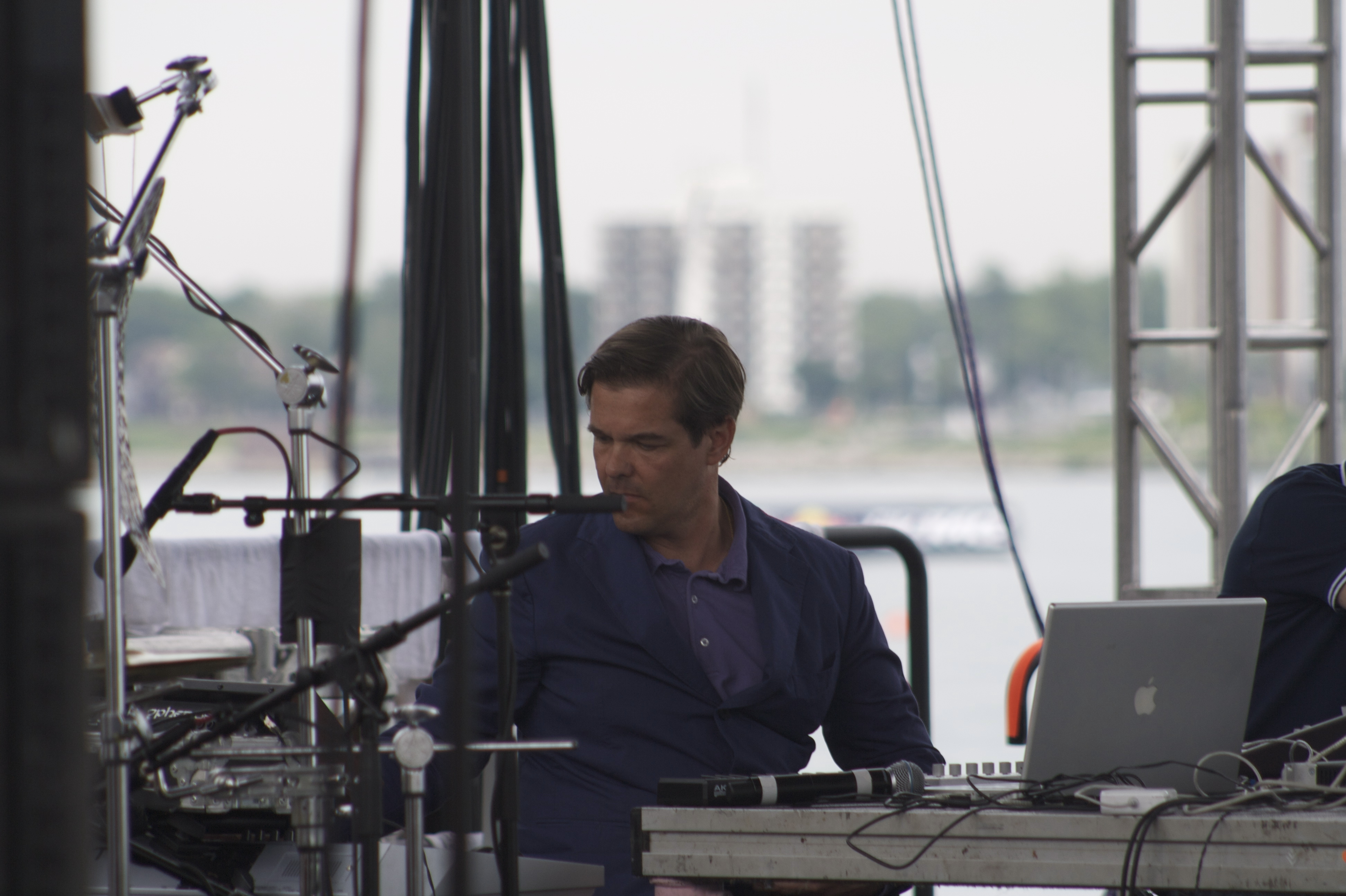
Moritz von Oswald live (2010)

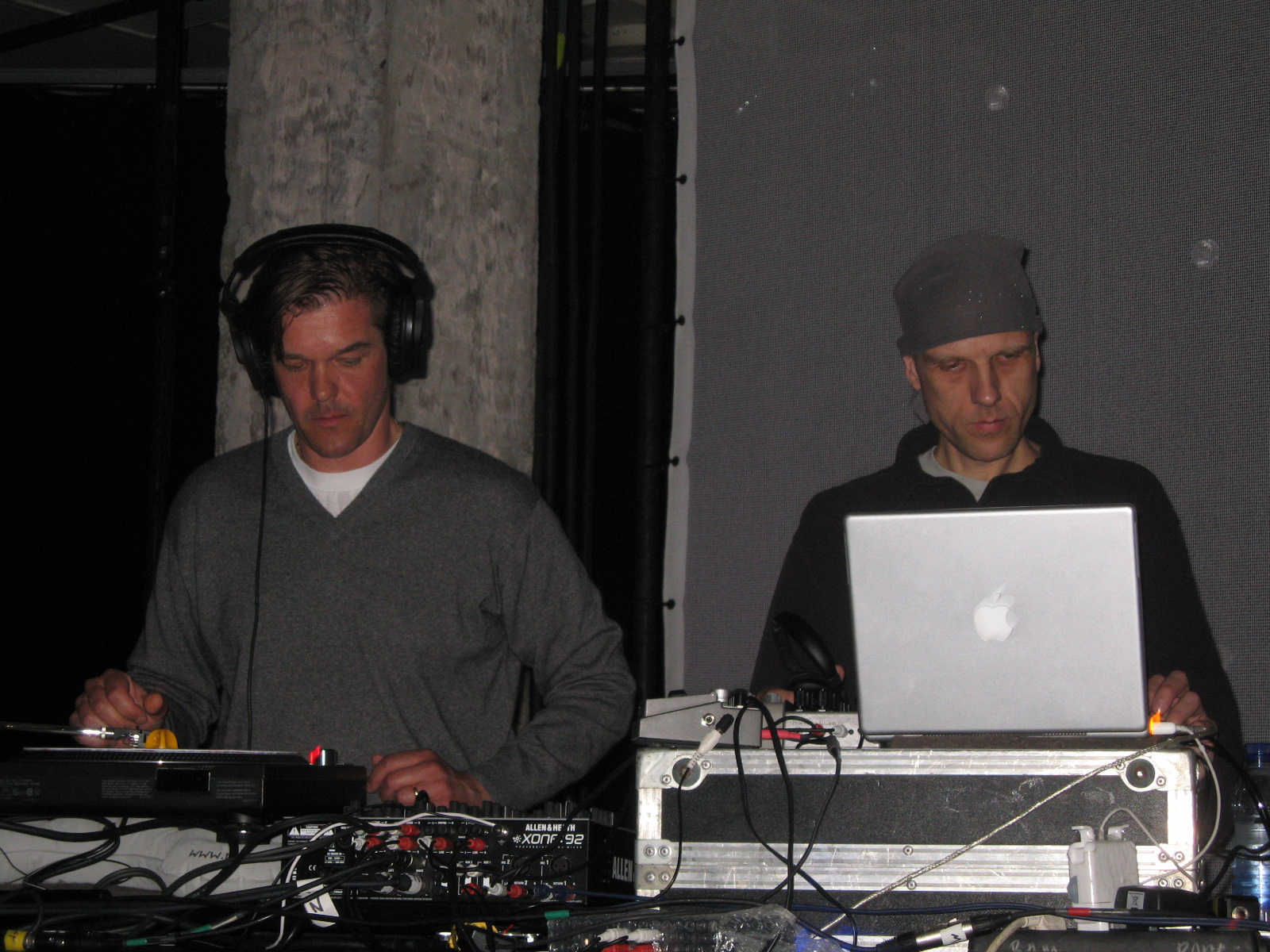
Moritz von Oswald (links) und Mark Ernestus (rechts) bei einem Auftritt als Rhythm & Sound in Montreal (2007)

Moritz von Oswald (* 1962 in Hamburg) ist ein deutscher Musiker, Musikproduzent und Musiklabelinhaber. Bekannt wurde er insbesondere durch seine Techno-Produktionen unter dem Pseudonym Maurizio sowie die mit Mark Ernestus gegründeten Projekte wie Basic Channel, Chain Reaction, Main Street oder Rhythm & Sound.

## Leben
Moritz von Oswald entstammt mütterlicherseits dem Adelsgeschlecht Bismarck. Er ist ein Ururenkel Otto von Bismarcks. Seine Eltern waren Gräfin Mari Ann von Bismarck-Schönhausen (1929–1981) und der Hamburger Kaufmann Egbert von Oswald (1925–1988), Enkel des Unternehmers Wilhelm von Oswald (1859–1936). Er hat drei Geschwister, darunter den Musikproduzenten und Musiker Alexander von Oswald.
Er studierte Orchesterschlagwerk an der Hamburger Hochschule für Musik und darstellende Kunst.
Musikalisch trat er erstmals 1983 als Drummer der NDW-Formation Palais Schaumburg in Erscheinung. Nach Auflösung der Band arbeitete er in verschiedenen Projekten, bis er ab 1992 unter dem Pseudonym Maurizio dubbige Techno-Produktionen veröffentlichte. Bereits die ersten Veröffentlichungen Lyot EP, Ploy EP und besonders die Domina EP wurden international begeistert aufgenommen und gelten heute als Klassiker des Genres. Unter dem Namen 3MB produzierte von Oswald anschließend mit Thomas Fehlmann für das bekannte Berliner Tresor-Records-Label.
Zu dieser Zeit begann die enge Zusammenarbeit mit Mark Ernestus, Gründer des Kumpelnest 3000 und des Hard Wax. Einer breiteren Öffentlichkeit wurden die von Ernestus und von Oswald gegründeten Techno-Label Basic Channel und Chain Reaction bekannt. Vor allem Basic Channel gilt als eines der wichtigsten deutschen Techno-Label der 1990er Jahre. Die Veröffentlichungen des Labels haben sämtlichst Kult-Status erreicht und gelten besonders in Nordamerika als Raritäten. Die Stücke waren meist durch die gezielte Verwendung von Hall- und Rausch-Effekten geprägt. Speziell das Rauschen gilt als charakteristisches Stilelement ihrer Produktionen, mit einem für das Genre unüblich hohen Wiedererkennungswert.
Mit jeder neuen Schaffensperiode haben von Oswald und Ernestus weitere Label gegründet, zum Beispiel Main Street für Vocal House. Die Veröffentlichungen dieses Labels überraschten Kritiker und Fans. Anstatt des minimalistischen Technosounds war das erste Release I’m your brother ein klassischer Housesong mit Gesang des Briten Andy Caine und verfügte durch den eingängigen Refrain über einen gewissen Pop-Appeal.
Im weiteren Verlauf nahmen von Oswald und Ernestus verstärkt Bezug auf die Dub-Musik und produzierten weitere Stücke auf Main Street in Zusammenarbeit mit dem Dominicaner Paul St. Hilaire (Tikiman). Sie setzten diese Entwicklung seitdem konsequent fort und gründeten die Label Burial Mix und Rhythm & Sound. Besonders die Veröffentlichungen als Rhythm & Sound zeigen einen deutlichen Einfluss der Reggae-Produktionsweise. So arbeitet das Produzentenduo seit 1998 auf jeder Platte mit verschiedenen jamaikanischen Sängern und Sängerinnen zusammen. Als Höhepunkt dieser Zusammenarbeit gilt das 2005 veröffentlichte One-Riddim-Album See Mi Yah, auf dem ein einziger minimalistischer Riddim, der im Wesentlichen nur aus zwei sich wiederholenden Takten besteht, von den einzelnen Vokalisten wie Willi Williams, Sugar Minott, Ras Donovan oder Paul St. Hilaire unterschiedlich interpretiert wird.
Mit der Gründung der Label Imbalance (1993) und Chain Reaction (1995) boten beide auch anderen Künstlern wie dem Finnen Vladislav Delay eine Plattform zur Veröffentlichung von experimentellen Techno-Stücken. Daneben wirkte von Oswald von 1995 bis 2008 auch als Mastering & Cutting Engineer beim Berliner Studio Dubplates & Mastering.
2008 erlitt von Oswald während einer Flugreise einen Schlaganfall.
Zusammen mit Carl Craig veröffentlichte von Oswald 2008 auf dem Label Deutsche Grammophon Re-Kompositionen von Ravels „Boléro“ und Mussorgskis „Bilder einer Ausstellung“, die auf Aufnahmen Herbert von Karajans basierten. Gemeinsam mit Max Loderbauer und Vladislav Delay gründete der Musiker 2009 das Moritz von Oswald Trio, mit dem er mehrere Alben auf Honest Jon’s Records veröffentlichte. Für das Album Sounding Lines wurde 2015 der nigerianische Schlagzeuger Tony Allen neues Mitglied des Trios. Für das fünfte Album des Moritz von Oswald Trios mit dem Titel Dissent kooperierte von Oswald mit der Musikerin Laurel Halo und dem Jazzdrummer Heinrich Köbberling.
An dem durch Dimitri Hegemann ins Leben gerufene Projekt Borderland arbeitet von Oswald seit 2013 wieder mit Juan Atkins zusammen.
Aus seiner Ehe mit Anne Schreiber gingen zwei Töchter und ein Sohn hervor.

## Diskografie (Auswahl)
Anmerkung: für die gemeinsam mit Mark Ernestus veröffentlichten Werke siehe Basic Channel – Diskographie
- 2008: Carl Craig & Moritz von Oswald – ReComposed (Deutsche Grammophon)
- 2009: Moritz von Oswald Trio – Vertical Ascent (Honest Jon’s Records)
- 2010: Moritz von Oswald Trio – Live In New York (Honest Jon’s Records)
- 2011: Moritz von Oswald Trio – Horizontal Structures (Honest Jon’s Records)
- 2011: Moritz von Oswald Trio – Fetch (Honest Jon’s Records)
- 2013: Juan Atkins & Moritz von Oswald – Borderland (Tresor Records)
- 2013: Nils Petter Molvær & Moritz von Oswald – 1/1 (EmArcy, Universal Music Group)
- 2015: Moritz von Oswald Trio – Sounding Lines (Honest Jon’s Records)
- 2016: Juan Atkins & Moritz von Oswald present Borderland – Transport (Tresor Records)
- 2017: Moritz von Oswald & Ordo Sakhna – Moritz von Oswald & Ordo Sakhna (Honest Jon’s Records)
- 2021: Moritz von Oswald Trio – Dissent (Chapter 1–10) (Modern Recordings)
- 2023: Moritz von Oswald – Silencio (Tresor Records)